# Antonio Caldara: Maddalena ai piedi di Cristo
Antonio Caldara: Maddalena ai piedi di Cristo – album muzyczny z barokowym oratorium Antonio Caldary pt. "Magdalena u stóp Chrystusa", przygotowany przez Operę Kameralną w Warszawie. Płytę wydała Agencja Muzyczna Polskiego Radia dnia 10 marca 2017 (nr kat. PRCD 1683-1684). Po raz pierwszy materiał z płyty zabrzmiał w Studiu Polskiego Radia w lutym 2016. Album zdobył Fryderyka 2018 w kategorii Album Roku Muzyka Dawna. Zdobył nagrodę Stowarzyszenia Wydawców Katolickich Feniks 2018 (Kategoria muzyka chrześcijańska – muzyka klasyczna).

## Wykonawcy
- Olga Pasiecznik - Magdalena, sopran
- Barbara Zamek - Marta, sopran
- Anna Radziejewska - Amor Terreno, mezzosopran
- Jan Jakub Monowid - Amor Celeste, kontratenor
- Artur Janda - Fariseo, bas–baryton
- Aleksander Kunach - Cristo, tenor
- Zespół Instrumentów Dawnych Warszawskiej Opery Kameralnej Musicae Antuquae Collegium Varsoviense
- Lilianna Stawarz - kierownictwo artystyczne, dyrygent, klawesyn

## Lista utworów

### CD1
1. Sinfonia
2. Aria con stromenti (Amor Terreno) Dormi, o cara, e formi il sonno
3. Recitativo (Amor Terreno) Così godea la mente
4. Ritornello: Andante
5. Aria (Amore Terreno) Deh, librate amoretti
6. Recitativo (Amor Celeste, Amor Terreno) Del sonno lusinghiero
7. Aria (Amor Celeste) La ragione, s'un'alma conseglia
8. Recitativo (Amor Celeste, Amor Terreno, Maddalena) Così sciolta da'lacci
9. Allegro (Amor Celeste, Amor Terreno) Alle
10. Recitativo (Maddalena) Oimè, troppo importuno
11. Ritornello: Larghetto
12. Aria (Maddalena) In un bivio è il mio volere
13. Recitativo (Amor Celeste) Maddalena, nel cielo fissa lo sguardo
14. Ritornello: Allegro
15. Aria [Allegro] (Amor Celeste) Spera, consolati
16. Recitativo (Amor Terreno) Troppo dura è la legge
17. Aria con stromenti e concertino (Amor Terreno) Fin che danzan le grazie sul viso
18. Recitativo (Maddalena) Cieli, che mai risolvo?
19. Aria con violini unissoni (Maddalena) Se nel ciel splendon le stelle
20. Recitativo (Marta) Germana, al ciel, deh, volgi
21. Recitativo (Maddalena) Ma queste tante mie scelleraggini
22. Ritornello: Largo
23. Aria (Marta) Non sdegna il ciel le lacrime
24. Recitativo (Maddalena) Omai spezza quel nodo
25. Aria con violoncino (Maddalena) Pompe inutili
26. Recitativo (Maddalena, Amor Terreno, Amor Celeste) E voi, dorati crini
27. Ritornello
28. Duetto (Amor Terreno, Amor Celeste) Il sentier ch’ora tu prendi
29. Recitativo (Maddalena) Maddalena, coraggio!
30. Aria (Maddalena) Diletti, non più vanto
31. Recitativo (Marta, Fariseo) Dell'anima tua grande
32. Ritornello: Allegro
33. Aria (Fariseo) Dove il re sapiente
34. Recitativo (Marta) È Cristo il vero tempio
35. Aria (Marta) Vattene, corri, vola
36. Recitativo (Maddalena) Marta, ho risolto
37. Ritornello: Largo
38. Aria (Maddalena) Voglio piangere
39. Recitativo (Amor Celeste, Amor Terreno) A tuo dispetto, Amor Terreno
40. Duetto (Amor Celeste, Amor Terreno) La mia virtude

## CD2
1. Sinfonia
2. Recitativo (Fariseo) Donna grande e fastosa
3. Aria (Fariseo) Parti, che di virtù il gradito splendor
4. Recitativo (Maddalena, Cristo, Fariseo) Cingan pure quest'alma
5. Ritornello: Largo
6. Aria (Maddalena) Chi con sua cetra
7. Recitativo (Amor Terreno, Amor Celeste, Fariseo, Maddalena) Maddalena, deh, ferma!
8. Aria con violette (Maddalena) In lagrime stemprato il cor qui cade
9. Recitativo (Amor Celeste, Amor Terreno, Cristo) Oh ciel, chi vide mai la penitenza
10. Ritornello: Allegro
11. Aria (Cristo) Ride il ciel e gl'astri brillano
12. Recitativo (Amor Celeste, Amor Terreno) A tuo dispetto, Amor Terreno
13. Aria (Amor Celeste) Me ne rido di tue glorie
14. Recitativo (Amor Terreno) Se non ho forza a superar costei
15. Aria con violette (Amor Terreno) Orribili, terribili
16. Recitativo (Marta, Maddalena) Maddalena, costanza
17. Ritornello: Largo
18. Aria (Marta) O fortunate lacrime
19. Recitativo (Maddalena, Fariseo) Mio Dio, mio Redentor
20. Ritornello
21. Aria (Fariseo) Chi drizzar di pianta adulta
22. Recitativo (Maddalena) D'esser costante, o mio Gesù, non temo
23. Aria (Maddalena) Per il mar del pianto mio
24. Recitativo (Cristo) L'atto immenso che, uscito
25. Ritornello: Allegro
26. Aria (Cristo) Del senso soggiogar
27. Aria con violino solo (Amor Celeste) Da quel strale che stilla veleno
28. Ritornello: Allegro
29. Aria (Amor Terreno) Se da te fui vinto in guerra
30. Recitativo (Fariseo) Sempre dagl'astri scende
31. Aria (Fariseo) Questi sono arcani ignoti
32. Recitativo (Cristo) Tu che, qual cerva dalla sete oppressa
33. Ritornello: Allegro
34. Aria (Marta) O colpa felice
35. Recitativo (Amor Celeste) Cittadini del ciel
36. Aria (Amor Celeste) Sù, lieti festeggiate
37. Recitativo (Amor Terreno) Voi, che in mirarmi oppresso ogn'or godete
38. Aria (Amor Terreno) Voi del Tartaro
39. Recitativo (Cristo) Va dunque Maddalena
40. Ritornello: Allegro
41. Aria (Maddalena) Chi serva la beltà